# Simulium fragai
Simulium fragai es una especie de insecto del género Simulium, familia Simuliidae, orden Diptera.
Fue descrita científicamente por Abreu, 1960.